# Jarebice (Loznica)
Pour les articles homonymes, voir Jarebice.
Jarebice (en serbe cyrillique : Јаребице) est une localité de Serbie située sur le territoire de la Ville de Loznica, district de Mačva. Au recensement de 2011, elle comptait 1 153 habitants.
Jarebice est officiellement classé parmi les villages de Serbie.

## Démographie

### Évolution historique de la population
| 1948  | 1953  | 1961  | 1971  | 1981  | 1991  | 2002  | 2011  |
| ----- | ----- | ----- | ----- | ----- | ----- | ----- | ----- |
| 1 621 | 1 747 | 1 802 | 1 723 | 1 549 | 1 507 | 1 324 | 1 153 |

|  |